# Norte (novela)
Norte ( en francés: Nord   ) es una novela de 1960 del escritor francés Louis-Ferdinand Céline. La historia se basa en la huida de Céline de Francia a Dinamarca tras la invasión de Normandía, luego de haber sido asociado con el régimen de Vichy. 
Es la segunda parte publicada, aunque cronológicamente la primera, de una trilogía sobre estas experiencias: fue precedido por Castle to Castle de 1957, y seguido por Rigadón, novela publicada póstumamente en 1969.
Norte fue el último libro que Céline publicó durante su vida.

## Publicación
El libro fue publicado en 1960 a través de Éditions Gallimard. En la primera edición, algunos de los personajes tienen los mismos nombres que las personas reales que los inspiraron. Debido a esto, Céline fue demandado por difamación y en ediciones posteriores todos los personajes tienen nombres ficticios.

## Legado
También fue adaptado a una novela gráfica por Paul Brizzi y Gaëtan Brizzi, junto con las otras novelas de Céline De un castillo a otro y Rigadón .